# 周生如故
《周生如故》（英語：One and Only），前名《长安如故》，2021年中国大陆古装电视剧，改编自小说《一生一世美人骨》古代篇，屬於悲劇型戲劇，由郭虎执导，原著作者墨宝非宝担任编剧，任嘉伦、白鹿、王星越领衔主演。2020年11月26日于横店影视城开机，2021年1月29日杀青。于2021年在8月18日在爱奇艺播出。

## 播出时间

### 首播
| 頻道         | 所在地   | 播出日期       | 播出時間 | 備註                                                                          |
| 爱奇艺       | 中国大陆 | 2021年8月18日  | 20:00    | 会员： - 開播首天播放6集 - 每周三至周五更新2集 非会员： - 每周三至周日更新1集 |
| E樂          | 新加坡   | 2021年10月18日 | 22:15    | 每周一至四晚更新1集                                                           |
| 安徽衛視     | 中国大陆 | 2021年12月18日 | 19:35    | 海豚第一剧场 每周日至周五每晚2集，周六每晚1集                                 |
| 愛爾達綜合台 | 臺灣     | 2022年3月28日  | 19:00    | 每周一至周五連播2集                                                           |
| 中天娛樂台   | 臺灣     | 2023年5月31日  | 21:00    | 每周一至周五播出1集 （註：每周一至周五晚間20:00重播）                         |

## 剧情簡介
故事敘述年紀輕輕就戰功彪炳的小南辰王周生辰（任嘉倫 飾），立定志向要一生效忠國家，作風嚴謹態度謙遜。清河的名門漼氏獨生女漼時宜（白鹿 飾），出生之後就與太子指腹為婚，是未來的太子妃，漼時宜個性善良聰慧又可愛活潑。因家裡與王府是世交，於是被長輩送至王府學藝，周生辰將漼時宜收為第十一徒弟。經過生活日常點滴的相處中，漼時宜竟不知不覺愛上了這位大將軍。縱使雙方的感情快速升溫，依舊恪守禮儀。此時邊關軍情再度告急，周生辰隨即領兵出戰，奮勇抗敵，而漼時宜卻必須擔起家族聲譽的重擔，依照約定與太子完婚。英勇殺敵的周生辰，不料遭到奸人陷害，留下給漼時宜的臨終遺言以後，被施以剔骨身亡，得知消息而萬分悲痛的漼時宜，最終跳樓殉情。

## 演员列表

### 主要角色
| 演員           | 配音 | 角色   | 人物介紹 | 角色原型         |
| 任嘉伦         | 邊江 | 周生辰 | 北陳劉氏皇族，繼承其舅南辰王府，故改姓周生，為小南辰王，統領南辰王軍，駐軍西州。護皇兄之子劉徽為帝，心懷天下百姓，年少便率兵保衛邊疆，未曾有過敗績，軍功顯赫，卻因此受當朝權臣金榮所忌憚，於是立誓一生無妻妾子嗣，但後來卻喜歡上漼時宜。於為救劉子貞時撤兵，卻反被劉子行和金榮誣陷要起兵造反，最終將臨終遺言化為血書並留下給漼時宜後便至刑場被以凌遲處死。 | 北齊蘭陵王高長恭 |
| 何羽宵（少年） | 邊江 | 周生辰 | 北陳劉氏皇族，繼承其舅南辰王府，故改姓周生，為小南辰王，統領南辰王軍，駐軍西州。護皇兄之子劉徽為帝，心懷天下百姓，年少便率兵保衛邊疆，未曾有過敗績，軍功顯赫，卻因此受當朝權臣金榮所忌憚，於是立誓一生無妻妾子嗣，但後來卻喜歡上漼時宜。於為救劉子貞時撤兵，卻反被劉子行和金榮誣陷要起兵造反，最終將臨終遺言化為血書並留下給漼時宜後便至刑場被以凌遲處死。 |                  |
| 白鹿           | 劉晴 | 漼時宜 | 清河望族漼氏之女，因家族權勢之盛，故襁褓即指婚為儲君之妃。少时因父亲离去大病一场后便因心病而不能再开口说话，但后来在小南辰王遇险时成功重新开口说话，後拜小南辰王為師，為其第十一位徒弟，在家中排行十一，故又名十一。長年守在西州南辰王府，等候王軍捷報，喜待藏書閣，性格乖巧文靜。後來喜歡上周生辰，在得知周生辰被京城凌遲處死後心如刀割，於第四天準備要冊封為劉子行的貴妃前燒完周生辰送給自己的文書並穿上红嫁衣，捨漼姓，留下遺言：「周生辰，我來嫁你了，若有來生，換你先娶我，可好，你不說話，我當你答應了。」最終看著周生辰生前執行凌遲的刑場並帶笑從城牆上一躍而下殉情而亡。劉子行殺掉金榮後追封她為，給予她名分。 | 蘭陵王王妃鄭氏   |
| 琪錡（少女）   | 劉晴 | 漼時宜 | 清河望族漼氏之女，因家族權勢之盛，故襁褓即指婚為儲君之妃。少时因父亲离去大病一场后便因心病而不能再开口说话，但后来在小南辰王遇险时成功重新开口说话，後拜小南辰王為師，為其第十一位徒弟，在家中排行十一，故又名十一。長年守在西州南辰王府，等候王軍捷報，喜待藏書閣，性格乖巧文靜。後來喜歡上周生辰，在得知周生辰被京城凌遲處死後心如刀割，於第四天準備要冊封為劉子行的貴妃前燒完周生辰送給自己的文書並穿上红嫁衣，捨漼姓，留下遺言：「周生辰，我來嫁你了，若有來生，換你先娶我，可好，你不說話，我當你答應了。」最終看著周生辰生前執行凌遲的刑場並帶笑從城牆上一躍而下殉情而亡。劉子行殺掉金榮後追封她為，給予她名分。 |                  |

### 南辰王府
| 演員   | 配音   | 角色      | 人物介紹 | 角色原型     |
| 傅隽   |        | 謝崇      | 南辰王府軍師，是先帝的老師，本是先帝留在周生辰身邊，以保護及監視，先帝死後向周生辰坦承一切，周生辰將他視為皇兄留在身邊的禮物及尊敬的師長，妻子為高氏皇后一族之人，戚太后即位成為太后後，就滅了高氏皇后的族人，自己的妻子後來病逝，為了保護兒子謝雲，只好讓周生辰收謝雲為徒弟，以庇護自己兒子，沒敢讓謝雲知道自己是他父親，直到死後，周生辰才將這個身世告知給謝雲，後留於中州輔佐小皇帝劉徽，卻也因此遭戚真真盯上而被害死。過世後，周生辰將他帶回西州，葬於西州。 |              |
| 李宜儒 | 賀文瀟 | 宏曉譽    | 周生辰大徒弟，小南辰王麾下之將。身为大师姐，十分照顧底下師弟妹，主要處理南辰王軍行軍事宜，傾慕漼風，後為救鳳俏而死。 |              |
| 張誠航 | 史澤鯤 | 周天行    | 周生辰二徒弟，小南辰王麾下之將。行事圓潤周到，負責處理南辰王府公務人情往來，後死於戰敗。 |              |
| 原若航 |        | 謝云      | 周生辰三徒弟，小南辰王麾下之將。因雍城一戰，自此無法上馬，為謝崇之子。周生辰說過他是所有徒弟裡，最聰明伶俐的，也是最了解時宜的，向來對師兄弟姐妹都很好。後王府只獨留他一人，西州已無至親。 |              |
| 蘇夢芸 | 曾夢玉 | 鳳俏      | 周生辰四徒弟，小南辰王麾下之將，直率性急。於周生辰離世七年後，鬱鬱而終。 |              |
| 謝鴻鑫 | 李蘭陵 | 謝辰      | 戰亂遺孤，患有眼疾，為南辰王府收留。後成為軍師義子，擅卜卦。 |              |
| 周陸啦 |        | 蕭晏/蕭文 | 南蕭二皇子，曾為南蕭皇帝寵愛的皇子，因發現親生父親被南蕭皇帝殺害，剃度出家為僧。後投身南辰王軍，劉徽封為鳳陽王，周生辰去世後放下怨念回到了南蕭。 | 萧综（萧赞） |
| 胡博   |        | 甘將軍    | 小南辰王麾下之將，性格豪邁，亡於雍城之戰。 |              |

### 皇族
| 演員           | 配音     | 角色     | 人物介紹 | 角色原型           |
| 王星越         |          | 劉子行   | 廣陵王，天子伴讀，沒有冊封的默認太子，對時宜迷戀不已。陰險狡詐，一心想盡辦法奪回皇位，勾結太原王金榮，並設法殺害小南辰王取得皇位，是為東凌帝。於漼時宜跳下城牆後追封她為后，但也從此一蹶不振，人生鬱鬱而終，沒留下任何子嗣。 | 魏孝莊帝（元子攸） |
| 羅殿夏         | 張思王之 | 劉徽     | 戚貴嬪／太后所出，北陳幼主，先帝去世後從太子晉位皇帝，漼時宜本是先帝賜予其的太子妃，即位後卻因朝臣要求待劉子行成年後，冊立為太子，故而漼時宜成為劉子行的太子妃。一直十分重視其皇叔周生辰，先後賜予班劍黃鉞，可惜皇叔周生辰沒接受班劍黃鉞，多年後藉漼時宜至西州為家族履行拜周生辰為師之約，將班劍黃鉞送到西州，因此皇叔周生辰將它們收下，並當作給徒兒漼時宜的見面禮。最後在與太后行晚膳時，被太后逼迫喝下毒酒而死。 | 魏孝明帝（元詡）   |
| 李朝平（幼年） | 張思王之 | 劉徽     | 戚貴嬪／太后所出，北陳幼主，先帝去世後從太子晉位皇帝，漼時宜本是先帝賜予其的太子妃，即位後卻因朝臣要求待劉子行成年後，冊立為太子，故而漼時宜成為劉子行的太子妃。一直十分重視其皇叔周生辰，先後賜予班劍黃鉞，可惜皇叔周生辰沒接受班劍黃鉞，多年後藉漼時宜至西州為家族履行拜周生辰為師之約，將班劍黃鉞送到西州，因此皇叔周生辰將它們收下，並當作給徒兒漼時宜的見面禮。最後在與太后行晚膳時，被太后逼迫喝下毒酒而死。 | 魏孝明帝（元詡）   |
| 李汀珝         |          | 劉子貞   | 故去的臨洮王幼子，代替駕崩的劉徽登上北陳帝位。頗親近皇叔公周生辰，曾被太原王金榮用來要挾皇叔公周生辰，最後登基為帝。 |                    |
| 梁愛琪         |          | 戚真真   | 北陳太后、劉徽生母。擅弄權術，忌憚周生辰，殺害親生兒子劉徽，只為掌權，最終被金榮丟入江水溺斃而死。 | 胡太后（胡充华）   |
| 吳曼思         | 劉曼     | 幸華公主 | 太后自戚族挑出一名宗親加封的公主。傾慕劉子行，無奈奉旨嫁與漼風，後外嫁至南蕭和親而得以避開北陳宮中的災亂。 |                    |
| 郭偉           |          | 劉元     | 劉氏皇族，周生辰少年時摯友。多年後與宦官趙騰聯手囚太后挾天子以霸攬朝政，被周生辰擒獲。 | 元乂               |
| 郭軍           |          | 劉魏     | 劉氏皇族，北陳宰相，死於平陰祭天陰謀。 | 元雍               |
| 王瑀           |          | 劉長善   | 因叛亂失敗被小南辰王擒獲，後被楊劭救走。 |                    |
| 潘啟言         |          | 姜嬪     | 劉徽寵妃，懷了其龍子，但孩子在出生之際卻未存活，後亦死。 |                    |
| 代斯           | 李詩萌   | 金貞兒   | 金嬪，劉徽妃子，不得聖寵。與其父太原王，私下勾結劉子行，一心想當上皇后。 | 大尔朱氏           |

### 漼氏
| 演員   | 配音   | 角色   | 人物介紹 | 角色原型 |
| 於洋   |        | 漼廣   | 漼家家主，時宜之舅，乃清河郡漼氏正宗塢水房一脈。曾輔佐三任皇帝的漼太傅。於臨死前逼迫漼風迎娶幸華公主。 | 崔光     |
| 劉威葳 |        | 漼文君 | 漼家三娘子，時宜之母。後繼任漼家家主，與時宜母女情深，後十分後悔將時宜送進宮中。 |          |
| 耿黎明 | 白雪岑 | 漼文姬 | 漼家四娘子。年少時與已故南辰王有緣無份，曾因此而對小南辰王擺臉色。 |          |
| 姚奕辰 | 劉思岑 | 漼風   | 漼廣三子，時宜表兄。性格儒雅，投軍小南辰王王軍麾下，有壽陽第一儒將之稱。傾慕宏曉譽，無奈奉命迎娶幸華公主，後又與公主和離。得知周生辰因劉子行和金榮的陰謀被凌遲處死後，棄漼姓改姓周生，決心自壽陽起兵叛變。 | 尉相願   |
| 李槐龍 |        | 漼徵   | 官拜漼侍中。原是江水以南的漼氏一族，回北陳後，覬覦中州漼氏塢水房一脈資源，先後聽命於戚太后、劉子行。 |          |
| 張樟   |        | 成喜   | 時宜貼身丫鬟，細心機靈。 |          |

### 其他人物
| 演員   | 配音   | 角色   | 人物介紹 | 角色原型 |
| 韓承羽 | 許凱   | 桓愈   | 周生辰異鄉好友。祖上是三代帝王師的龍亢桓氏，曾經是有名的望族世家，家族中出過「三代御先生，五代帝王師」。和他的夫人是青梅竹馬，成親兩年後，遇抄家滅族橫禍，叛軍把桓府洗劫一空，桓愈和他夫人逃亡西北大漠，途中夫人死在了荒漠，後遇周生辰協助遷往南蕭。喜好讀書，為南蕭龍亢書院的創始人，現為南蕭龍亢書院的夫子，周生辰和漼時宜在南蕭時，各種方式湊合他們。 |          |
| 何奕辰 | 卢力峰 | 楊邵   | 雍城守城將領，負責求援北海王未果，改求援路過的漼時宜行軍。幾番交手，與南辰王軍似敵似友。雖投靠金榮，但漼時宜死後其與劉子行一同將金榮處死。 | 楊忠     |
| 馮粒   |        | 平秦王 | 異姓藩王，封地平秦郡，周生辰之義兄。性格豪邁，不拘小節，後娶高淮陽為平秦王妃。 |          |
| 習雪   | 徐暢繁 | 高淮陽 | 已故高太后堂妹。早年喜歡周生辰，曾被戚真真逼迫出家，後出宮嫁給平秦王成為平秦王妃。 |          |
| 王藝霖 | 錦鯉   | 孟鸞   | 廣陵王貼身宦官。 |          |
| 王星瀚 |        | 趙騰   | 宦官趙常侍。野心勃勃，與劉元狼狽為奸，囚太后以令天子，被劉子行擊殺。 | 刘腾     |
| 王皓禎 |        | 秦嚴   | 南辰王軍宏曉譽麾下之將，隨南辰王軍肅清君側後統領中州守兵，後受戚太后設計要脅，自此背叛天子劉徽，逃到南蕭後被宏曉譽找到並依南辰王府軍法處死。 |          |
| 劉泊霄 |        | 金榮   | 契胡人，北陳將軍，早年平叛有功封太原王，於北陳兵力僅次於南辰王軍，其女入宮為妃封金嬪，為扶女兒金貞兒成為皇后，勾結劉子行殺害周生辰，後被劉子行和楊劭所殺。 | 爾朱榮   |
| 黃繼棟 |        | 元武出 | 原禁衛軍副統領，由戚太后提拔為禁衛軍總統領，戚太后失勢後投靠劉子行，與金榮勾結將戚真真沉河，後於醉酒時被楊劭所殺。 | 元天穆   |

## 电视剧歌曲

### 中国大陆
| 《周生如故》电视剧原声带 | 《周生如故》电视剧原声带     | 《周生如故》电视剧原声带 | 《周生如故》电视剧原声带                          | 《周生如故》电视剧原声带 | 《周生如故》电视剧原声带 |
| 曲序                     | 曲目                         |                          | 作曲                                              | 编曲                     | 演唱                     |
| ------------------------ | ---------------------------- | ------------------------ | ------------------------------------------------- | ------------------------ | ------------------------ |
| 1.                       | 《如故》（主題曲）           | 吴剑中                   | 陆虎                                              | 余威                     | 张碧晨                   |
| 2.                       | 《如一》（周生辰人物主题曲） | 陈可心                   | 邓智伟                                            | 叶澍晖                   | 任嘉伦                   |
| 3.                       | 《若》（插曲）               | 马程程                   | ShinHyung、KangMing Hee、Jeong Jin Hwan@匠星娱乐  | Kim JinHoon(JJ)@匠星娱乐 | 金玟岐                   |
| 4.                       | 《无虞》（概念曲）           | 刘畅                     | 谭旋                                              | 李乃刚                   | 李紫婷、井胧             |
| 5.                       | 《定心》（插曲）             | 陈可心                   | Major Leaguer（Ko Byeoung、Kim Nam Won）@匠星娱乐 | 陈晓磊                   | 郑云龙                   |
| 6.                       | 《不论》（漼时宜人物推广曲） | 江辉                     | 朱海威                                            |                          | 阿YueYue                 |
| 7.                       | 《因果》（推廣曲）           | 朱斌語、王賀省           | 朱斌語                                            |                          | 零一九零貳               |

## 奖项与荣誉
| 年份   | 頒獎典禮                                     | 奖项                                   | 结果 |
| 2021年 | 中宣部版权管理局                             | 2021十大年度国家IP                     | 提名 |
| 2021年 | 中国国际青年电影展｜第六届金骨朵网络影视盛典 | 优秀剧集                               | 提名 |
| 2021年 | 电视剧鹰眼｜2021年度第五届鹰眼匠心榜         | 十大匠心网络剧                         | 獲獎 |
| 2021年 | 2021影视口碑榜｜年度金碑奖                   | 年度口碑剧集 TOP4                      | 獲獎 |
| 2021年 | 2021华策集团                                 | AWARDS 年度创新作品                    | 獲獎 |
| 2021年 | 环球时报｜第三届环球融PING计划               | 【时代旋律，家国情怀】主题活动入围剧集 | 提名 |